# Kedungdowo (Poncowarno)
Kedungdowo is een bestuurslaag in het regentschap Kebumen van de provincie Midden-Java, Indonesië. Kedungdowo telt 359 inwoners (volkstelling 2010).